# ストーミー・ダニエルズ
ストーミー・ダニエルズ（Stormy Daniels, 1979年3月17日 - ）は、アメリカ合衆国のポルノ女優、脚本家、映画監督。ルイジアナ州バトンルージュ出身。

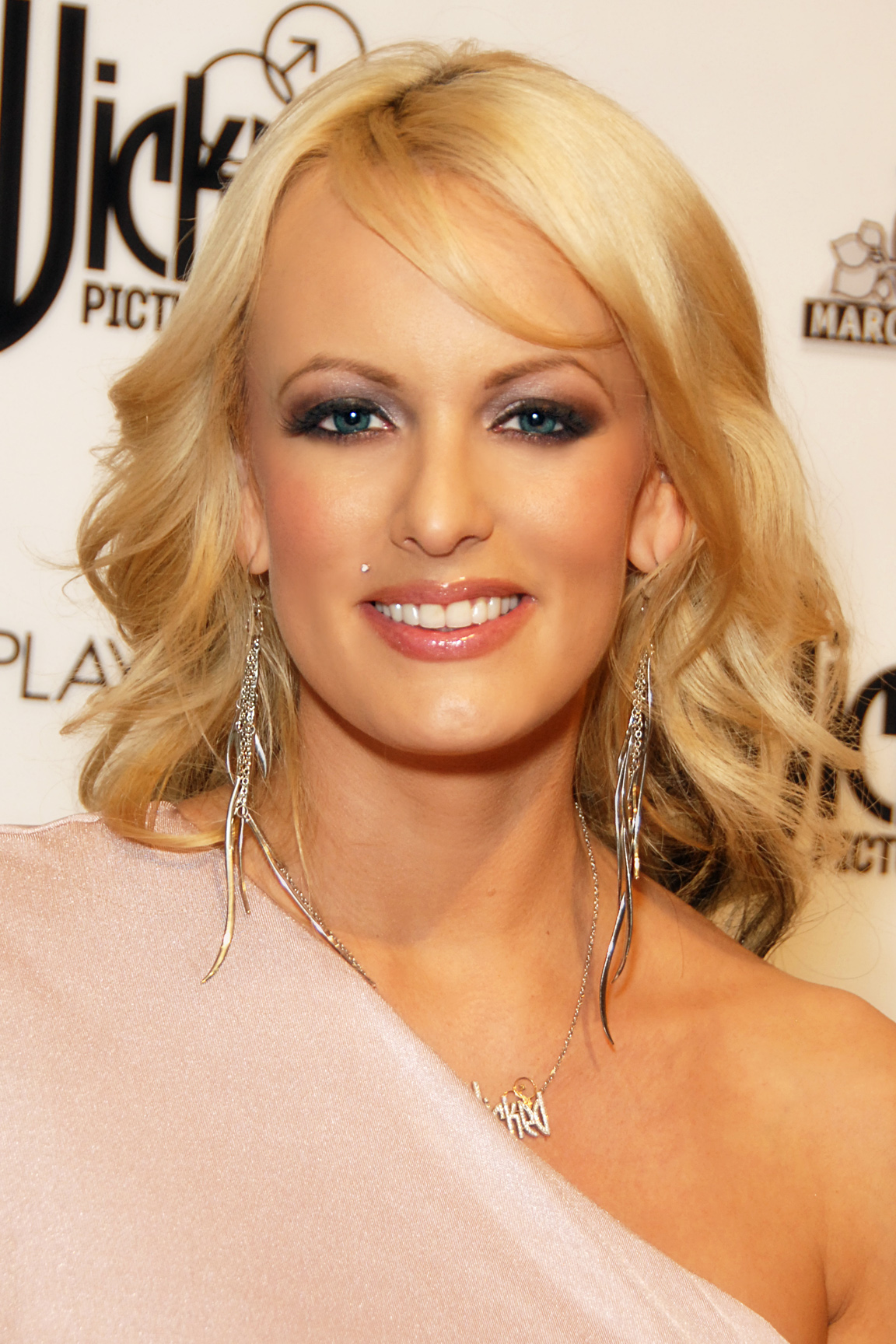

## 経歴
ルイジアナのバトンルージュで生まれてステファニー・グレゴリー・クリフォード (Stephanie Gregory Clifford) と名付けられたが、彼女が4歳の時に両親は離婚したのちは母親に育てられ、幼少期は「電気が使えない日があるほどに平均的な家庭よりも貧しかった……」と語っている。
2004年AVN最優秀新人賞を受賞する。2007年にペントハウス2月号でペントハウス・ペットを務めた。
2009年、植木鉢を夫の頭に投げつけて逮捕された。

## ドナルド・トランプとの不倫関係
2018年1月12日、ウォール・ストリート・ジャーナルは、2016年アメリカ合衆国大統領選挙直前の2016年10月、ドナルド・トランプの個人弁護士マイケル・コーエンが、ダニエルズが10年前の2006年にトランプと不倫関係を持ったことを隠蔽するため、口止め料として130,000ドルを彼女に支払ったと報じた。

## 出演作品
- ハプニング・ヘアサロン
- LADY PUSHER　レディ・プッシャー
- 奪還
- 小悪魔フェアリー
- ダブルレディ・ミッション
- スパイ・ワイフ MAX
- 不倫曼荼羅
- エクスタシー・オブ・ザ・デッド
- 飼われる女
- 毒蜘蛛女
- Dirt シーズン1
- デラックス・ウィッチ 第一章：魔女3姉妹と魅惑の森
- 40歳の童貞男

## 監督作品
- ハプニング・ヘアサロン(脚本 監督)
- LADY PUSHER　レディ・プッシャー(脚本 監督)
- スパイ・ワイフMAX(脚本 監督)
- 不倫曼荼羅(脚本 監督)
- 飼われる女(脚本)
- スパイ・ワイフ(脚本 監督)